# Tradizioni natalizie

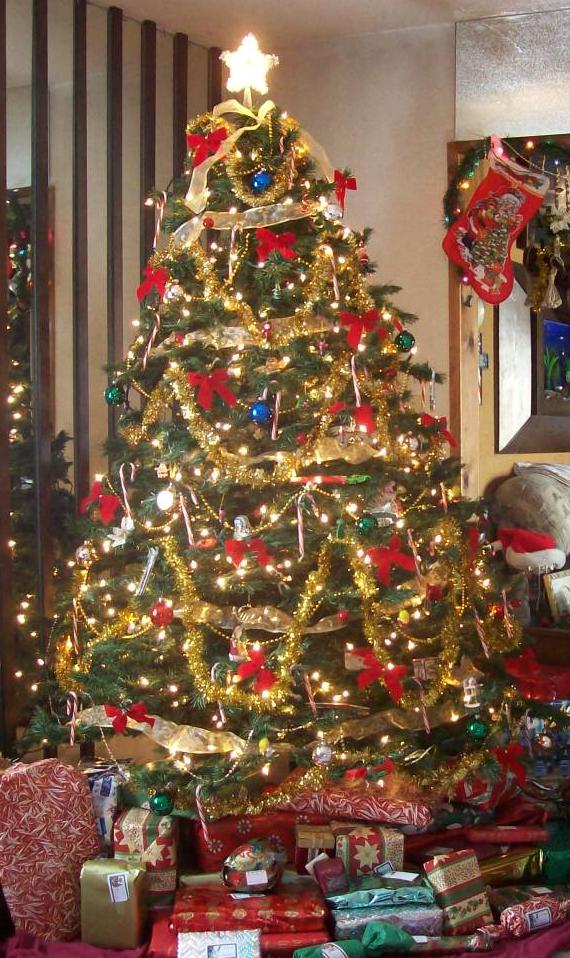
Albero e regali di Natale

Il Natale è una festa accompagnata da diversi costumi, folclore e celebrazioni, variabili da paese a paese, sia dal punto di vista sociale che religioso.

## Storia
Molte sono le tradizioni, le pratiche ed i simboli familiari del Natale, come l'albero di Natale, lo zampone, il cotechino, il ceppo di Natale, l'agrifoglio, il vischio, la stella di Natale, lo scambio di doni, già presenti nelle tradizioni di alcuni popoli nordici prima dell'introduzione del cristianesimo. Le celebrazioni del solstizio invernale erano molto diffuse e popolari nel Nord Europa, e prima che fossero immesse nella tradizione cristiana, la parola Natale era definita con yul, da cui è stato tratto il termine anglosassone yule che significa appunto Natale. Per quanto riguarda l'albero di Natale, si crede che sia stato introdotto per la prima volta in Germania.
Si ebbero anche conflitti tra religiosi ed autorità governative sulla celebrazione del Natale. Nell'Inghilterra cromwelliana, dove fiorì una forte teocrazia conservatrice, e nella primissime colonie americane del New England, il Natale fu una tra le molte celebrazioni che furono soppresse.
Dopo la rivoluzione russa, in Unione Sovietica il Natale venne soppresso per i successivi settantacinque anni. Al giorno d'oggi presso i Testimoni di Geova, in alcuni gruppi Puritani, e presso i fondamentalisti cristiani, il Natale viene considerato come una festa pagana, non essendo esplicitamente menzionato dalla Bibbia e pertanto non celebrato.

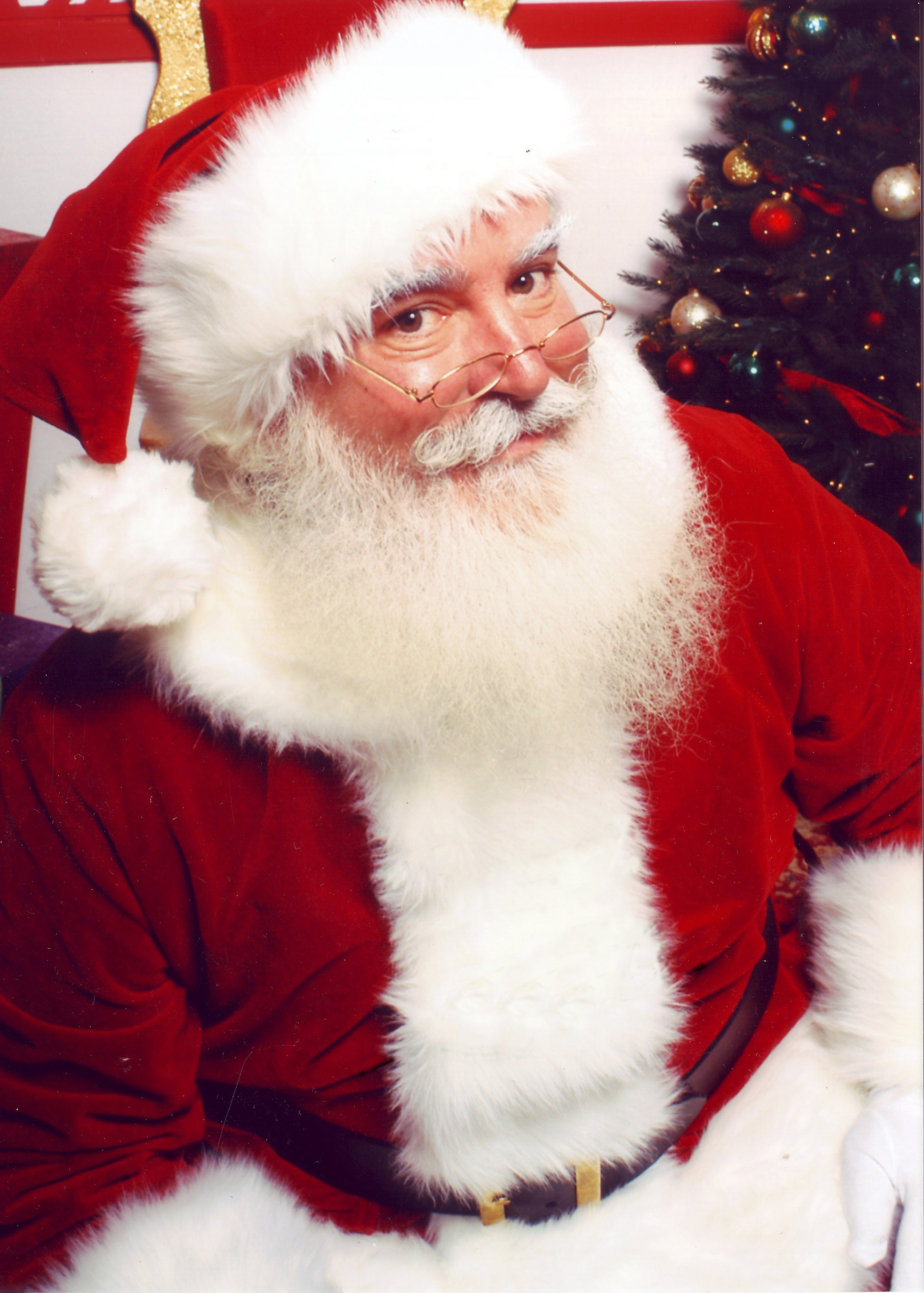
Il mito di Babbo Natale ha le sue origini nella figura di San Nicola

I doni rappresentano un aspetto importante e universale delle celebrazioni natalizie.
Diffusissima in tutto il mondo è una figura mitica che porta i doni ai bambini, ma nell'era del consumismo anche agli adulti, e che trae origine da San Nicola un vescovo del IV secolo, di cui tuttora il personaggio di Babbo Natale porta il nome (Santa Claus) nei paesi nordeuropei.
Nel Nord America e nelle colonie inglesi si adottarono alcuni aspetti di questa celebrazione nelle vacanze natalizie, e Sinterklaas (un antico nome della figura donante) divenne Santa Claus, o Saint Nick. In Gran Bretagna, anche se questo nome era conosciuto veniva chiamato "Papà Natale", mentre in Italia è Babbo Natale. Nel folclore anglo-statunitense, questo personaggio in carne, socievole e ridanciano, arriva durante la notte di Natale su una slitta trainata da una renna, o varie renne, scende per il camino, lascia i doni ai bambini e mangia il cibo che gli hanno lasciato. Il resto dell'anno lo passa fabbricando giocattoli e ricevendo lettere sul comportamento dei bambini. Nella tradizione francese, è chiamato Père Nöel, e la sua festa si è sviluppata in modo analogo alla tradizione anglosassone. In alcune versioni della tradizione, gli elfi lavorano in un laboratorio di giocattoli, ed in alcuni casi è anche sposato. In molti paesi i bambini lasciano dei contenitori vuoti, riempiti durante la notte, da Babbo Natale con piccoli doni, giocattoli, caramelle, o frutta. Negli Stati Uniti appendono sopra il caminetto una calza, che in Italia è invece lasciata per la Befana, affinché il donatore la riempia di giochi e dolciumi. In altre culture mettono le loro scarpette fuori. Lo stesso fanno la sera prima del 6 dicembre, per la festa di San Nicola. L'usanza di portare doni non è riservata a Babbo Natale o ad altri personaggi particolari, ma si sviluppa anche attraverso uno scambio reciproco di doni, sia in ambito familiare che fra amici.

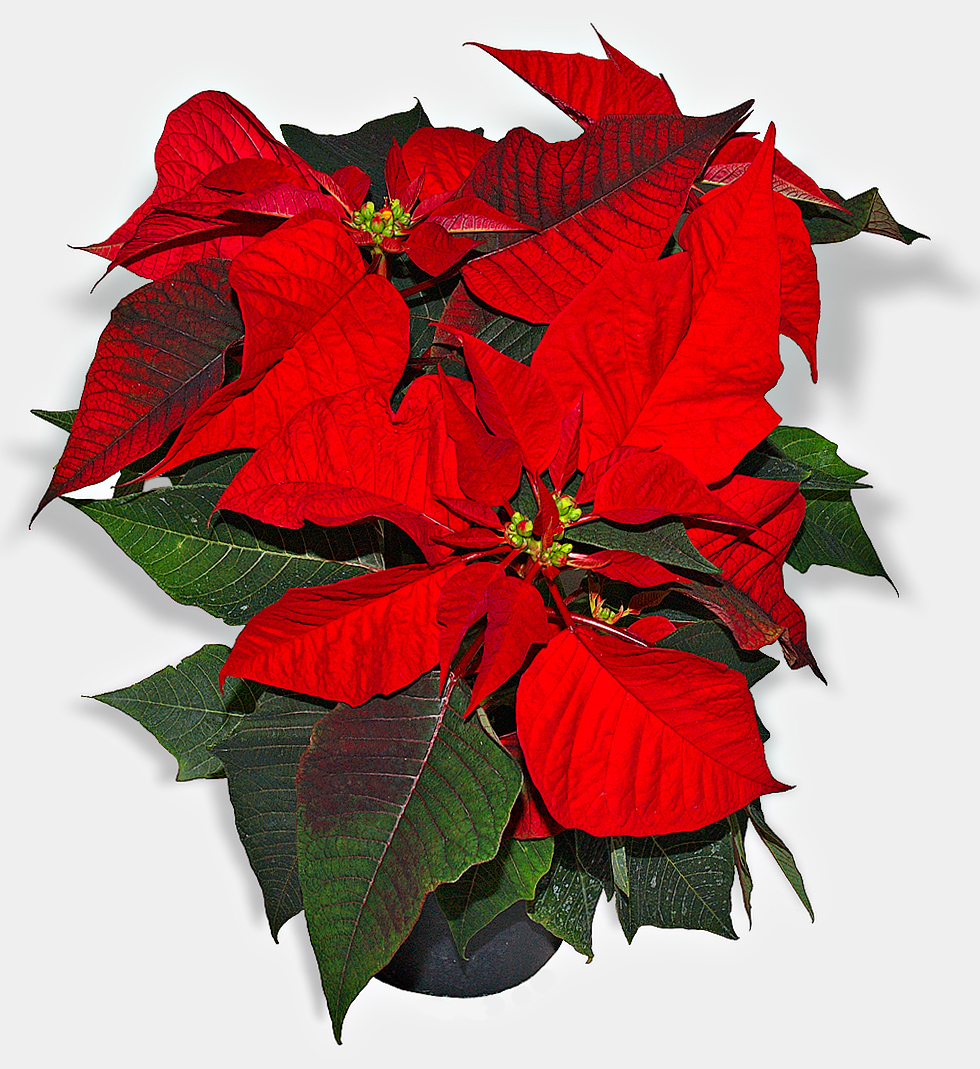
La euphorbia pulcherrima è comunemente conosciuta come la Stella di Natale, che con altri simboli caratterizza una delle principali festività della religione cristiana

## La festività di San Nicola

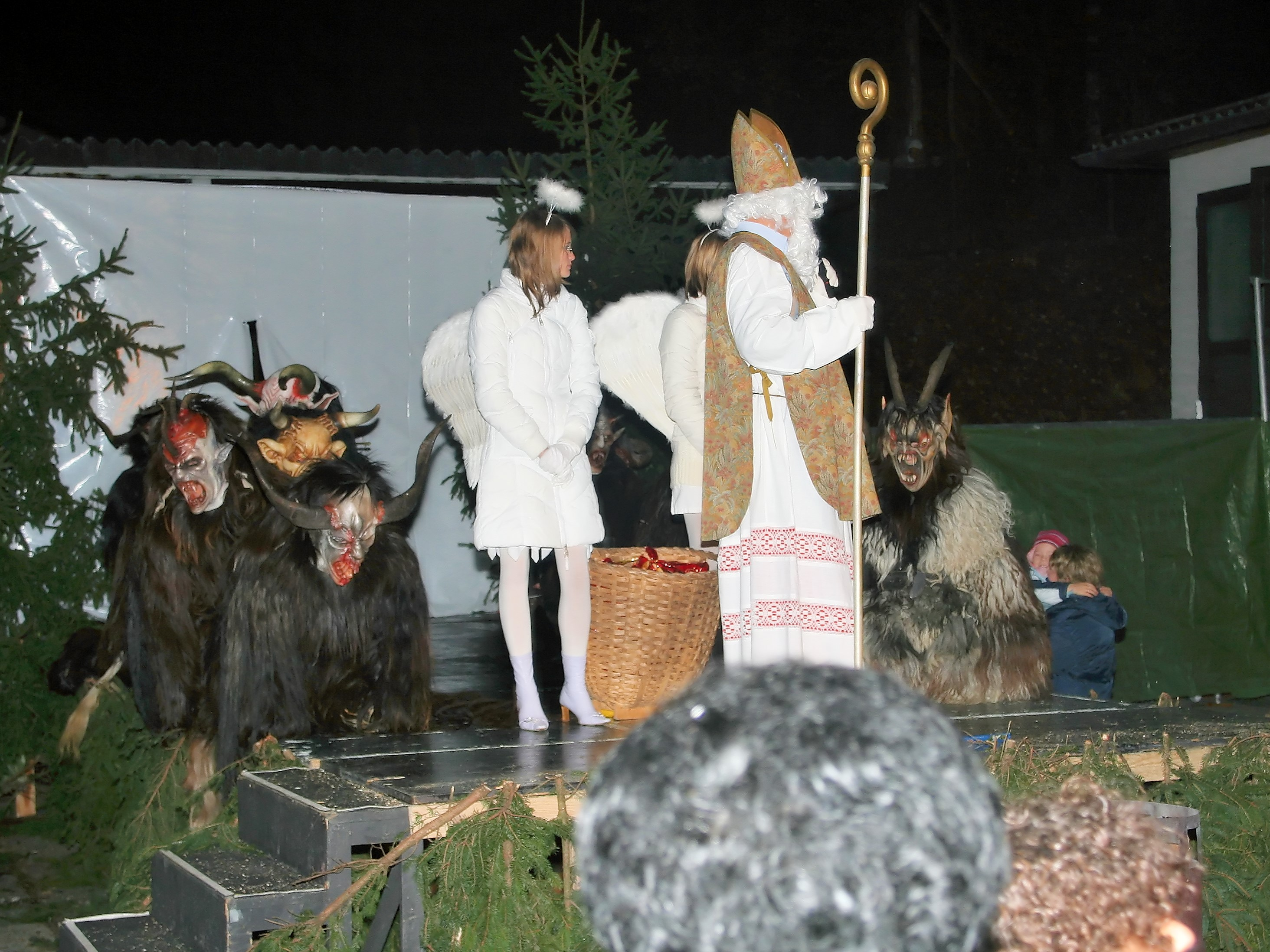
San Nicolò distribuisce doni ai bambini accompagnato da angeli e dai Krampus

Ancora oggi in molti paesi il 6 dicembre, giorno di San Nicola di Mira, è il giorno dedicato ai doni.
In buona parte della Germania, i bambini mettono le loro scarpette sui davanzali sperando che San Nicola gliele riempia di caramelle e piccoli doni. Qui e nei Paesi Bassi il giorno di Natale è solo una festa religiosa. La tradizione di San Nicola che porta regali ai bambini in Italia è festeggiata in tutto il Trentino-Alto Adige (oltre che in Friuli, nel bellunese e nella Sinistra Piave), sotto il nome di San Nicoló.
Solitamente San Nicolò è accompagnato da un personaggio chiamato Knecht Ruprecht (soprattutto nel nord) o Krampus (nel sud: Austria, Svizzera e Alto Adige), una sorta di diavolo che si sostituisce a Babbo Natale allo scopo di rapire i bambini.
Oltre a ciò in Alto Adige la sera del 24 dicembre arriva il Christkind (in italiano chiamato Gesù bambino, anche se in realtà s'intendono due feste differenti).

## Befana, Santa Lucia ed altri portatori dei doni
I bambini delle province di Trento, Udine, Verona, Piacenza, Lodi, Cremona, Mantova, Bergamo, Brescia e della bassa modenese trovano i doni portati anche da Santa Lucia da Siracusa durante la notte del 13 dicembre, che inoltre viene festeggiata solennemente con funzioni religiose e folkloristiche proprio a Siracusa, città natale della santa. Poi nella notte di Natale per tradizione si ha Babbo Natale.
In Spagna ed in paesi con tradizioni simili i doni sono portati dai Re Magi, sacerdoti ed indovini di religioni pagane, durante la festa dell'Epifania. La canzone Dodici giorni da Natale descrive perfettamente l'atmosfera ed il folklore che stanno alla base della tradizione appartenente alla vecchia Inghilterra nei giorni che vanno da Natale all'Epifania. Negli altri paesi, i doni natalizi sono portati da Babbo Natale la notte del 24 dicembre od al mattino del giorno di Natale. Fino ad un passato recente i doni venivano portati da membri non appartenenti alla famiglia il Giorno di Santo Stefano, il 26 dicembre.

## Le cartoline d'auguri Natalizie
Le cartoline d'auguri natalizie sono molto popolari sia in Europa che negli USA, in parte utilizzate per mantenere relazioni con parenti ed amici distanti e con conoscenze d'affari.
Molte famiglie allegano alle cartoline fotografie che ritraggono i familiari e racconti sulle vicende che le hanno accompagnate durante il corso dell'anno.

## Il presepe
Il presepe (o presepio) è una fra le originalità cristiane ed è la rappresentazione scenica della Natività di Gesù Bambino. Il primo presepe fu italiano, vivente ed "animalista" ante litteram, infatti il suo ideatore fu San Francesco d'Assisi che nel 1223 a Greccio chiese ad un amico di porre in una grotta semplicemente una mangiatoia, un bue ed un asinello, affinché il popolo comprendesse de visu ed ammirasse la situazione ed il luogo dove nacque Gesù.

## Decorazioni natalizie

Disegno del 1918 di un camino con calze di Natale.

La decorazione di un albero di Natale con addobbi e luci natalizie, l'applicazione di ghirlande, di foglie sempreverdi, di particolari agrifogli e del vischio, fanno parte della tradizione.
L'uso dell'agrifoglio è stato introdotto dalla Chiesa delle origini con l'intento di sostituire il simbolo pagano dell'albero sempreverde: le foglie dell'agrifoglio rappresentano la corona di Cristo, mentre le bacche simboleggiano le gocce di sangue che escono dal capo.
Nel nord e nel sud America, di meno in Europa, è tradizione decorare esternamente la casa con luci, slitte, fantocci ed altre figure natalizie.
Il fiore natalizio per eccellenza è la poinsettia (o stella di Natale). Ma ce ne sono altri molto popolari come l'agrifoglio, l'amarillide rossa ed il cactus di Natale.
Diverse città allestiscono o sponsorizzano decorazioni lungo le strade con luci, insegne e piazzando alberi di natale nelle piazze principali. Negli Stati Uniti, un tempo le decorazioni erano comprese nei temi religiosi.
Altre decorazioni tradizionali includono campane, candele, bastoncini di zucchero, calze di Natale, ghirlande e angeli. Sia l'esposizione di ghirlande che di candele in ogni finestra sono un'esposizione natalizia più tradizionale.
I colori tradizionali delle decorazioni natalizie sono il rosso, il verde e l'oro. Il rosso simboleggia il sangue di Gesù, che fu sparso nella sua crocifissione; il verde simboleggia la vita eterna, ed in particolare l'albero sempreverde, che in inverno non perde le foglie; e l'oro è il primo colore associato al Natale, come uno dei tre doni dei Magi, a simboleggiare la regalità.

## Cucina tradizionale

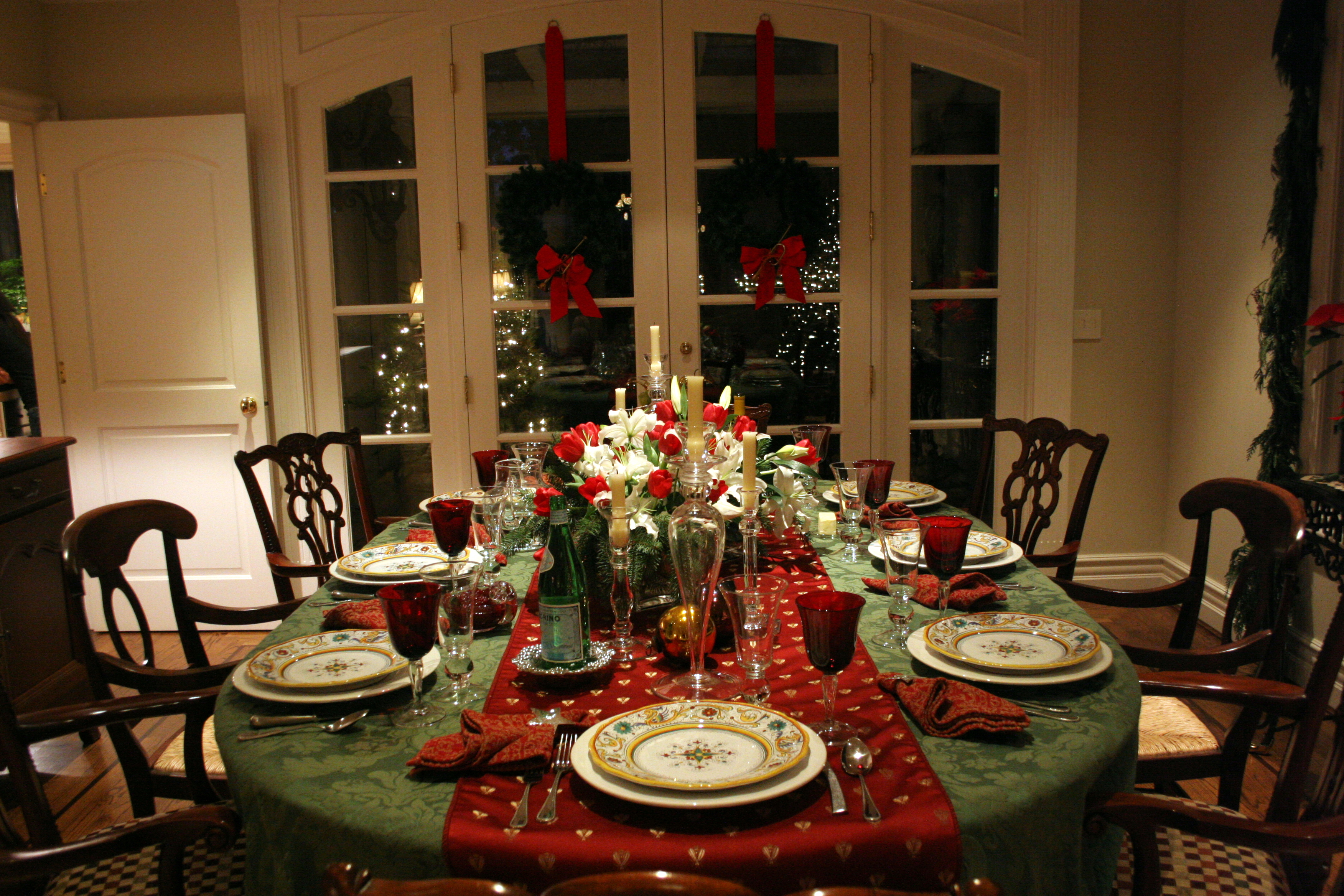
Disposizione della cena di Natale.

Uno speciale pasto natalizio in famiglia è tradizionalmente una parte importante della celebrazione della festa e il cibo servito varia notevolmente da paese a paese. Alcune regioni offrono pasti speciali per la vigilia di Natale, come la Sicilia, dove vengono serviti 12 tipi di pesce. Nel Regno Unito e nei paesi influenzati dalle sue tradizioni, un pasto natalizio standard include tacchino, oca o altri uccelli di grandi dimensioni, salsa, patate, verdure, a volte pane e sidro. Vengono preparati anche dolci speciali, come il budino di Natale, le torte di carne macinata, la torta di Natale, il panettone e il ceppo di Natale. Il pasto natalizio tradizionale nell'Europa centrale è la carpa fritta o altro pesce.
Il tronchetto di Natale o ciocco natalizio (in francese: bûche de Noël) è un dolce natalizio a forma di tronco ricoperto solitamente di cioccolato o crema di caffè e glassa e riempito solitamente di marmellata, diffuso principalmente in Francia e negli altri Paesi francofoni (ma conosciuto anche altrove) e che ricorda la tradizione del ceppo di Natale. La ricetta sarebbe stata inventata da un pasticcere intorno al 1945.

## Aspetti sociali e divertimento
In molte aziende, scuole e comunità di molti paesi vengono organizzati ricevimenti e balli legati al Natale e sono feste che di solito lo precedono di diverse settimane. Nelle vie principali delle grandi città vengono messe delle catene di luci, alberi e presepi; anche i negozi cambiano le vetrine adattandole al periodo natalizio con decorazioni e oggetti a tema. I grandi centri commerciali per ovvie ragioni di vendita sono generalmente i primi ad addobbarsi. Negli ultimi anni tra l'altro c'è stata una generalizzata tendenza ad anticipare sempre di più l'uscita degli articoli legati al Natale, invogliando la gente a fare compere già con largo anticipo (usuale vedere panettone e pandoro sugli scaffali già agli inizi di novembre mentre le decorazioni sulle corsie e vetrine partono dalla seconda metà di novembre. Il 30 novembre giorno di Sant'Andrea può considerarsi il primo giorno "ufficiale" dell'avvio del periodo Natalizio, periodo che con soluzione di continuità prosegue fino alla prima Domenica dopo l'Epifania (6 gennaio) per una durata di circa 40 giorni includendo quindi anche le celebrazioni del capodanno. Scuole, uffici e altre attività fanno una chiusura per quelle che si definiscono vacanze di Natale esse (almeno per le scuole) partono il 23 dicembre e proseguono fino al 6 gennaio. Anche la televisione e il Cinema non si dispensano dall'adeguarsi al periodo proponendo film in tema natalizio, il genere cinepanettone si riferisce per l'appunto ai film con sfondo natalizio in uscita nel periodo suddetto.
Alcuni gruppi, invece, mettono in scena sontuosi spettacoli, specialmente in America Latina. Altri, organizzano canti erranti e visitano i vicini di casa intonando canzoni natalizie. Nel mondo anglosassone, queste canzoni vengono chiamate carols. Altri ancora svolgono, durante queste feste, del volontariato al fine di raccogliere fondi, destinati ad opere di carità.
Sia nel giorno di Natale che nel giorno di Santo Stefano si preparano pranzi particolari, serviti con speciali menù variabili da paese a paese. In particolare, nell'Europa dell'est queste feste familiari vengono precedute da periodi di digiuno.

## Celebrazioni e usanze religiose
Le celebrazioni religiose iniziano con l'Avvento, quattro settimane prima del Natale (tranne dove si utilizza il rito ambrosiano, dove le settimane sono sei), festa che rappresenta l'anticipazione della nascita di Cristo, caratterizzate da speciali servizi religiosi. Durante questo periodo si organizzano i canti dell'avvento, la distribuzione ai bambini di piccoli doni, e di dolci natalizi. Prima di Natale vengono organizzati degli inni religiosi e canti. Durante la vigilia e nella giornata stessa del Natale, viene celebrata la messa di mezzanotte e quella della Natività.

## Celebrazioni e folclore regionale

### Nord Europa
La corona d'Avvento ha le sue origini nella Rauhen Haus, un riformatorio di un diacono d'Amburgo. Questo è stato aperto dal pastore della chiesa evangelica Johann Hinrich Wichern (1808-1881).
Nel Nord Europa, in particolare Germania e Paesi Bassi, le celebrazioni del periodo natalizio sono incentrate sulla figura di San Nicola (anche chiamato San Nicolò), la cui festa è il 6 dicembre, e costituisce l'analogo del Santa Claus del mondo anglosassone. La parola Santa Claus deriva in particolare dall'olandese Sinterklaas, dal personaggio reale di San Nicola, che porta doni ad ogni bambino buono, come in Germania, durante la notte tra il 5 e il 6 dicembre.
Nei Paesi Bassi, i bambini danno il benvenuto al Sint che arriva a Alkmaar dalla sua residenza estiva a Madrid in Spagna il giorno 13 novembre, con un battello carico di regali per i bambini che durante l'anno sono stati bravi e ne aspettano impazientemente il suo onomastico che cade il 6 dicembre. E quando ricorre pakjesavond, cioè la sera del 5 dicembre, il santo con il pastorale e la mitra rossa, attributi tipici dei Vescovi, arriva sui tetti sul suo cavallo bianco insieme ai suoi aiutanti di colore, un po' dispettosi, chiamati zwarte Pieter (Peter Neri) per portare i regali ai bambini che lo stanno aspettando. Antagonisti al santo sono i Krampus, diavoli scatenati che scorrazzano nelle città in quelle notti. I dolcetti tipici olandesi della notte di Sinterklaas sono i Kruidnoten.
La sera di San Nicola o Sinterklaasavond, nei Paesi Bassi, rimane un evento più importante del Natale, tuttavia, negli ultimi anni, i Paesi Bassi hanno cominciato a celebrare nello stesso modo sia la vigilia che il Natale. Questo, ogni anno, causa una piccola controversia, se sia "appropriato" iniziare le celebrazioni del Natale, con i negozianti che preferiscono far partire la redditizia stagione natalizia immediatamente dopo Sinterklaasvond (qualche volta ornando di decorazioni anche prima), mentre altri sostengono che il Natale, festa "straniera" e "commerciale" viola troppo la tradizione e le celebrazioni di Sinterklaas. Considerando gli antenati di Santa Claus, è molto probabile che Sinterklaas sia più in competizione con sé stesso che con altri.

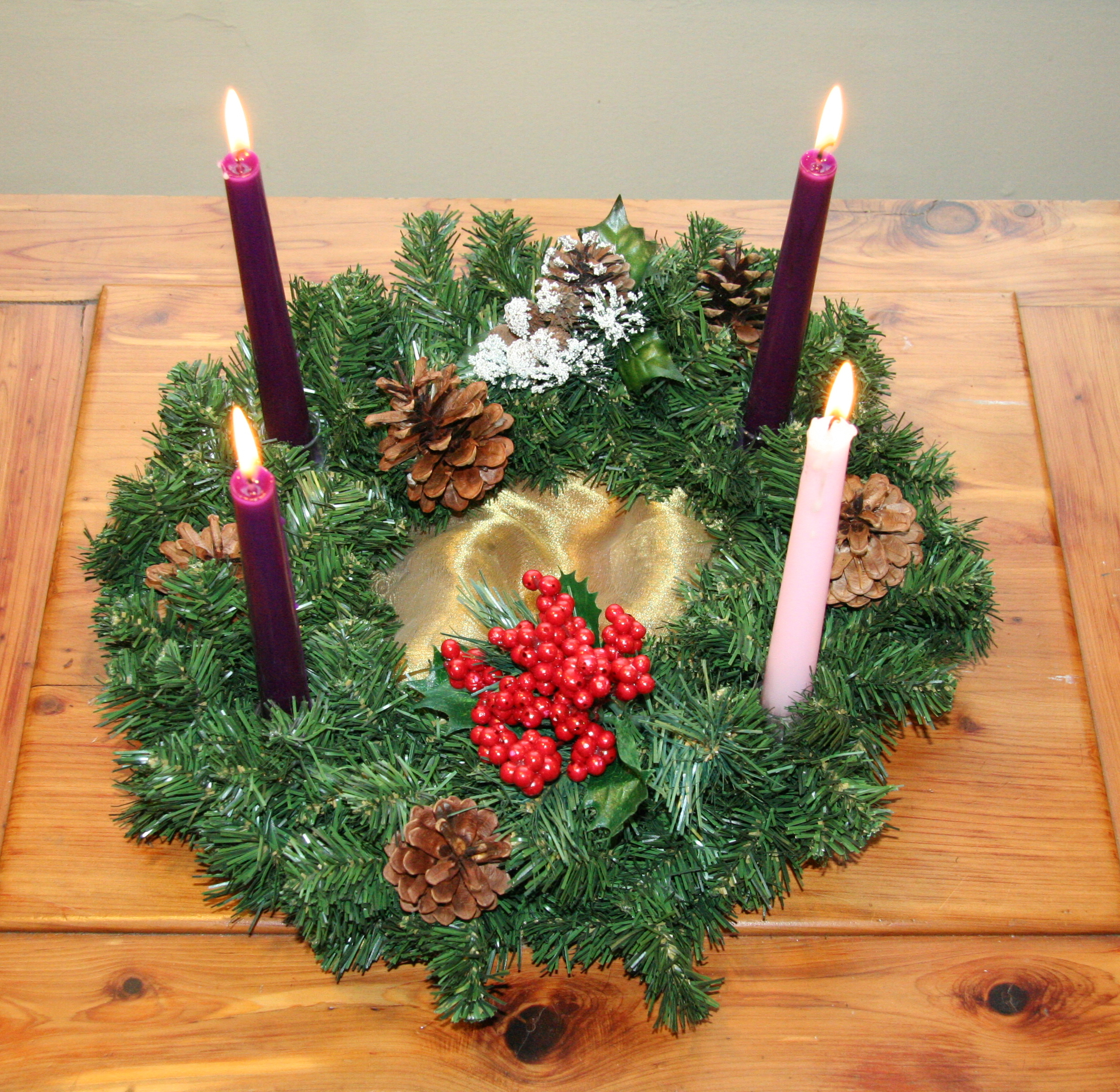
Corona d'Avvento

In Germania, le tradizioni natalizie variano da regione a regione. Successivo al giorno di San Nicola, che per la maggior parte dei bambini rappresenta il vero Babbo Natale che porta i doni la notte della vigilia, pone i doni sotto l'albero dopo aver mangiato un semplice pasto. I doni vengono portati da Weihnachtsmann, che in tedesco significa proprio Babbo Natale e rassomiglia a San Nicola, da Christkind, letteralmente Gesù Bambino, un folletto, la cui somiglianza con il Bambin Gesù è oggetto di controversia. In alcune parti della Germania, dell'Austria e della Svizzera appare anche Knecht Ruprecht, un diavoletto che si sostituisce a Santa Claus per umiliare e rapire i bambini.

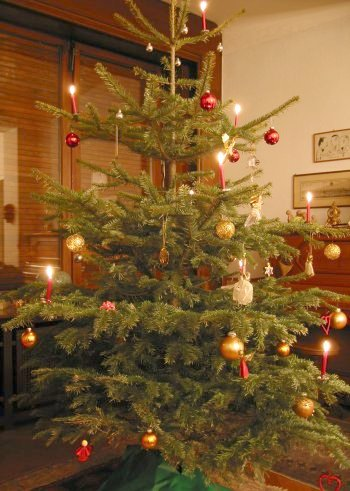
Albero di Natale in una casa tedesca

In Alto Adige il periodo dell'Avvento ha un'importanza sconosciuta nel resto dell'Italia, nel quale vengono, tra l'altro, organizzati i diffusi e popolari mercatini di natale (in tedesco Christkindl-, Weihnachts- o Adventsmärkte) e nel quale la gente si prepara alla venuta di Cristo con la preparazione di dolci e biscotti tipici natalizi, dell'albero (Weihnachts- o Christbaum), del presepe (Krippe) e delle decorazioni. Il 6 dicembre viene festeggiato in tutta la provincia e da tutti i gruppi linguistici l'arrivo del Nikolaus (in italiano anche San Nicolò) accompagnato dai temibili Krampus, che porta piccoli doni e dolci (cioccolata, mandarini e frutta secca, bonbon, Pfeffer- o Lebkuchen) spesso nel caratteristico sacchettino rosso. Ogni domenica d'Avvento vige l'usanza di accendere una candela sulla tipica corona dell'Avvento (Adventskranz), mentre ogni giorno i bambini attendono l'arrivo del Natale aprendo una casellina del "calendario dell'Avvento" (Adventskalender) che parte dall'1 arrivando al 24. La sera della vigilia di Natale (Heiligabend), è il momento in cui ci si scambia i doni e per i bambini arriva o il Christkind (anche in italiano Gesù Bambino) o Babbo Natale (quest'ultimo è molto più diffuso tra i bambini di madrelingua italiana, sebbene nella maggior parte delle famiglie viga il binomio Gesù Bambino/Babbo Natale). Per tutti vale la messa di mezzanotte del 24 dicembre. La festa non si conclude con il Natale, ma si attende l'arrivo dei "Re Magi" (Heilige Drei Könige) con i bambini travestiti da magi che vanno di casa in casa ad annunciare la nascita di Cristo chiedendo una piccola offerta, mentre in cambio vengono offerti spesso dei dolci. In Alto Adige la figura della Befana, diffuse nelle regioni meridionali confinanti, è ai più sconosciuta.
In Svezia, tutto il mese di dicembre è pieno di preparativi per il Natale: si preparano i dolci, si addobba la casa, c'è la processione di Santa Lucia il 13 dicembre. La vigilia di Natale si fa la grande festa con le famiglie e i bambini aspettano l'arrivo del Tomte, in origine il piccolo folletto che proteggeva le famiglie e i casolari. Ora il Tomte equivale a Babbo Natale che porta i doni di Natale. Tipico delle feste natalizie è anche lo julbord, una variante dello smörgåsbord, ovvero un buffet che include tutti piatti tradizionali della cucina svedese. Le aziende, tradizionalmente, durante le settimane che precedono il Natale, invitano i loro impiegati ad una festa di Natale con lo smörgåsbord. Il Natale è, prima di tutto, una festa del cibo, del prosciutto cotto, ma vi sono una tale varietà regionali che ogni giorno viene servito il meglio. Il programma TV più tradizionalmente unificante di tutta la Svezia durante le feste natalizie è uno speciale Disney che va in onda alle 15.00 della Vigilia. Presto la mattina del 25 in chiesa ci celebra la Julotta, con tanti canti tradizionali e la funzione religiosa.
Le celebrazioni del natale norvegese iniziano con la festa del 24 dicembre, seguita dalla visita di Julenissen, che porta i doni ai bambini che gli credono. Dopo un tranquillo 25 dicembre, segue un'altra importante celebrazione, il Boxing Day, dove i bambini, andando di porta in porta, ricevono piccole monete dai vicini. Joulupukki o Capra di Natale è il Babbo Natale dei finlandesi. Anche lui, viaggia su una slitta trainata da una renna consegnando i doni ai bambini buoni.

### Europa del Sud
Nel Sud Europa il Natale è una fusione tra tradizioni moderne e antiche che risalgono al Sacro Romano Impero. Anche qui: cibo, osservanze religiose, presepe e i doni sono gli eventi più importanti. In alcune regioni i doni vengono acquistati per il giorno dell'Epifania, portati dalla Befana, mentre in altre da Gesù Bambino il giorno della Vigilia o a Natale oltre che per Santa Lucia da Siracusa. Negli ultimi anni anche in Italia la figura di Babbo Natale è diventata sempre più importante.
In Spagna, in particolare in Catalogna, alle figurine del presepe vengono affiancate due statuine assai caratteristiche: quella di Tio, un piccolo tronco d'albero che se viene scosso rilascia dei dolcetti, e quella del caganer, considerato uno dei più divertenti - originali e scherzosi - porta-bonheur.

### Europa Centrale

#### Repubblica Ceca
Nella Repubblica Ceca, il Natale è celebrato soprattutto il 24 dicembre, o alla sera della Vigilia, anche se il 25 e 26 sono giorni di vacanza. In questa sera arriva Ježíšek, o "piccolo Gesù". In questo paese sopravvivono antichissime tradizioni dell'"antico Natale", prevalentemente per divertimento. Si disciplina il credente a digiunare per tutta la Vigilia, finché viene servita una cena cerimoniale, allo scopo di essere in grado di vedere il "maiale d'oro". I doni sono posti sotto l'albero di Natale, di solito un abete, o un pino e aperti dopo il pranzo. Altre tradizioni ceche contemplano la premonizione, con il taglio trasversale delle mele; se appare una stella nel centro, l'anno che verrà sarà di successo, se invece appare una croce no. Le ragazze gettano le scarpe dietro le spalle; se la punta dei piedi tocca la porta, la ragazza nell'anno che verrà troverà marito. Altre tradizioni contemplano il versamento di piombo fuso in acqua e dalla forma che il piombo assume raffreddandosi emerge un responso, utile a predire il futuro.

#### Polonia
In Polonia, la vigilia di Natale è il primo giorno di festa, e viene celebrato con un banchetto. La festa inizia con l'apparizione di una prima stella, si legge il brano della Bibbia, si fanno auguri scambiandosi un opłatek (l'ostia), poi la cena, seguita da uno scambio di doni e il canto delle canzoni natalizie (koledy - la trazione molto ricca in Polonia). Il giorno successivo si passa a trovare gli amici.

#### Slovacchia
Il Natale in Slovacchia è celebrato soprattutto in famiglia: cibo e celebrazioni religiose sono gli eventi principali. Nel 2001 è stato costruito in Bratislava un enorme presepe, costruito da Plavecky Stvortok, un progettista con esperienze in altre città.

### Russia
Nell'Europa dell'Est, i paesi slavi seguono la tradizione di Ded Moroz o "Nonno glaciale". Secondo la leggenda, egli viaggia su una magica troika, una slitta decorata trainata da tre cavalli, per consegnare i doni ai bambini. Si pensa che anche questo personaggio discenda da Santa Claus e da Saint Nicholas.
Le celebrazioni Natalizie in Russia sono state ripristinate dal 1992, dopo quasi settant'anni di soppressione da parte del governo comunista. Queste feste sono centrate sulla Vigilia, la "Sacra Cena", che consiste in dodici portate, una per ogni apostolo di Gesù. La tradizione Russa è tenuta viva dalla visita del "Nonno Gelo", e dalla sua "ragazza della neve", il primo giorno dell'anno. Anche le tradizioni del Natale Russo includono l'Albero di Natale, o yolka, acquistato per la prima volta da Pietro il Grande, dopo i suoi viaggi in Europa alla fine del XVIII secolo, le tradizioni natalizie e il Natale in generale erano molto sentite durante l'Impero russo, era infatti l'unico periodo dell'anno dove il poveri potevano sperare in qualche elemosine e beneficenze da parte dei ricchi.

### Regno Unito e Impero Britannico

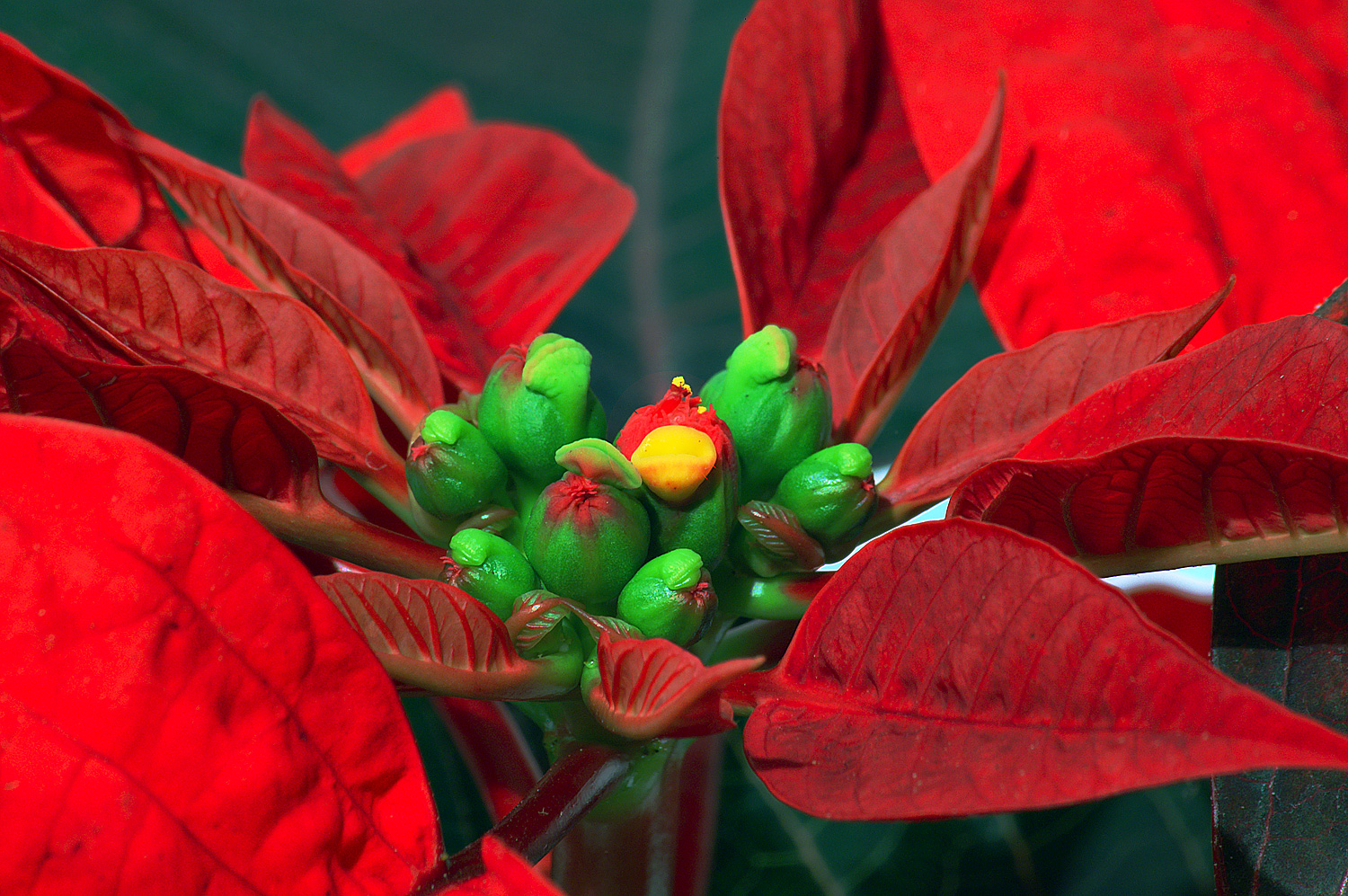
Un'altra Stella di Natale, che richiama il rosso vivo, colore tradizionale di questa ricorrenza

In Inghilterra i fuochi d'artificio sono parte integrante delle celebrazioni natalizie, mentre spettacoli di mimo sono molto popolari tra le giovani famiglie. A Cambridge al King's College, per esempio, viene tenuta una festa particolare chiamata Nine Lessons and Caroles ricca di un programma molto popolare nonché religioso. Ogni anno dal 1947, la città di Oslo offre in dono a Londra, delle ghirlande in segno di ringraziamento per l'azione svolta dal Regno Unito in favore della Norvegia durante la seconda guerra mondiale. L'albero di Natale, che viene eretto a Trafalgar Square a Londra, è considerato il più conosciuto e famoso di tutta la Gran Bretagna. Inoltre in Gran Bretagna si usa acquistare i calendari dell'Avvento che vengono aperti giorno per giorno e all'interno vi si trovano i cioccolatini. Durante l'Impero britannico era consuetudine trasferire tradizioni usi e consuetudini britannici alle élite delle colonie; diversi paesi anche dopo l'indipendenza hanno mantenuto le stesse usanze del Regno Unito.

### Nord America

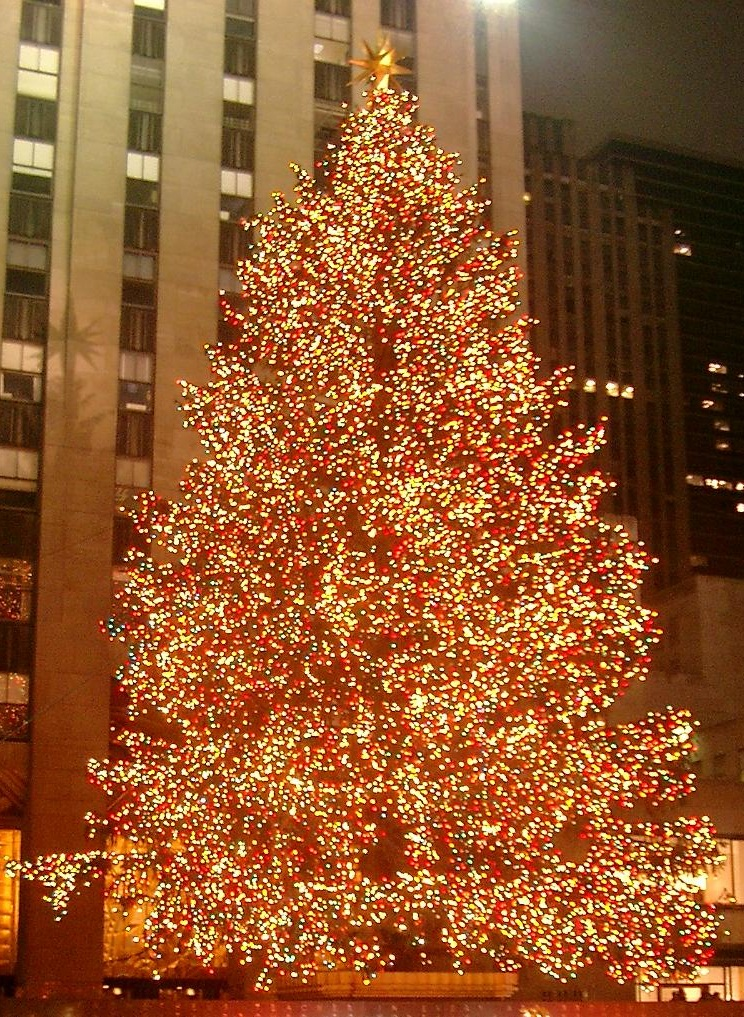
Albero di natale al Rockefeller center

Negli Stati Uniti e in Canada, la tradizione di Santa Claus è essenzialmente la stessa di quella anglosassone; solo il Quebec segue la tradizione Francese di Père Noël. Elementi centrali delle celebrazioni natalizie statunitensi sono: l'albero di Natale, la pista di pattinaggio al Rockefeller Center a New York e le decorazioni natalizie della Casa Bianca. Addirittura da 50 anni il Norad (che sta per North American Aerospace Defense Command), tiene viva una originale tradizione, ossia traccia il transito natalizio di Babbo Natale, ottenendo una notevole attenzione da parte dei mass media.
Da sempre in Messico la tradizione natalizia ruota attorno alla posada. Per nove giorni, gruppi di persone passano di porta in porta, vestiti come gli antichi magi, e periodicamente vengono invitati nelle case per partecipare allo scambio di doni, chiamato piñata.

### Sud America
I temi dominanti le feste religiose del Natale sono condizionati fortemente dalla religione cattolica. Costumi secolari che stanno alla base del portare doni, sono un misto di tradizioni locali ed Europee. Queste tradizioni comprendono El Niño Jesus, o "Gesù Bambino", che porta doni ai bambini della Colombia; in Cile è viva la tradizione di Viejo Pasquero o "Vecchio Uomo del Natale", mentre in Brasile la tradizione di Papai Noel rassomiglia molto a quella di Santa Claus. In Sud America le tradizioni legate ai "Santi" sono più seguite in quanto donano alla gente un senso di spensieratezza nell'attesa del Natale, e per questo a tali personaggi, sono stati attribuiti tanti sistemi per entrare nelle case durante la notte: dalle scale ai trampolini. In Argentina i doni vengono portati il 6 gennaio, il "Giorno dei Tre Re"; qui i bambini lasciano le scarpe sotto il letto ed al mattino se le ritrovano piene di dolci o piccoli doni portati dai Magi, che li si sono fermati, sulla strada verso Betlemme.
Le scene della natività sono profondamente radicate nelle tradizioni natalizie del Sud America, sia presso le famiglie che nei luoghi pubblici. In Perù, dove vi è una forte componente di discendenti dei nativi americani, le figure del Natale sono spesso intagliate a mano secondo uno stile antichissimo. In Messico invece sono molto vive le tradizioni legate alle processioni, eventi che mimano ed esaltano la nascita del Cristo. Il pranzo anche in queste zone è molto importante e varia da zona a zona e da regione a regione. Anche qui il Natale viene celebrato con luci, feste, vacanze e, siccome nell'emisfero sud è estate, anche con fuochi d'artificio soprattutto nelle città Brasiliane.

### Asia

#### Paesi di Religione Cristiana
Le Filippine si sono guadagnate il merito di celebrare la più lunga stagione Natalizia del mondo e, come in altri paesi, hanno subito l'influenza della cultura ispanica. In questo paese prevale la scena della natività, molto diffusa, ricca di luci e decorazioni. Tradizionalmente, il giorno di Natale di questa nazione è accompagnato da un periodo pre-natalizio di celebrazioni religiose che iniziano il 16 dicembre e che durano nove giorni, fino alla Vigilia. Conosciute come Misas de Aguinaldo o "messa di Aguinaldo", nella tradizione Spagnola, queste celebrazioni sono molto popolari nelle Filippine con il nome di Simbang Gabi. La vigilia di Natale, è la notte più attesa, la cosiddetta noche buena o "buona notte", e rappresenta, per questo paese, la tradizionale festa del Natale dopo la messa di mezzanotte. I membri della famiglia pranzano tutti insieme, con il queso de bola o "palle di formaggio", di solito edam, e hamon o "prosciutto di natale". Il giorno di Natale i bambini fanno visita ai loro parenti per farsi regalare qualcosa o "aguinaldos", santificando la festa, in un bailamme di vita e di prosperità. In Corea del Sud e a Timor Est, è presente una vasta comunità di cristiani dove il Natale è celebrato ed è considerato una festa ufficiale.

#### Nazioni asiatiche non cristiane
A Taiwan, il 25 dicembre è considerato il giorno in cui si è sottoscritta la Costituzione della Repubblica Cinese nell'anno 1947. Ed è estremamente popolare, come se fosse Natale. Il Giappone considera il giorno 25 dicembre vacanza ufficiale ed ha adottato la stessa tradizione occidentale natalizia di Santa Claus, ma il giorno più importante è il 1º gennaio. Inoltre viene considerato un giorno da passare con la persona amata. In India, in molte scuole, questo periodo, viene considerato come vacanze natalizie; iniziano poco prima di Natale e terminano pochi giorni dopo, di solito il 1º gennaio. In Hindi il Natale viene chiamato Bada Din, (il grande giorno) ed anch'esso celebra Santa Claus e l'acquisto di doni.

### Altri paesi dell'emisfero sud
Nei paesi dell'Impero britannico appartenenti all'emisfero sud il Natale viene celebrato il 25 dicembre, anche, se si trovano al culmine della stagione estiva. Questa celebrazione è in conflitto con la tradizionale iconografia, è un anacronismo vedere Santa Claus vestito di un pesante vestito rosso fare surf sulle spiagge australiane o neozelandesi. La tradizione Natalizia di questi paesi è iniziata a Melbourne, nel 1938, e da allora si è diffusa nel mondo con le classiche Carole a lume di candela, dove la gente, si mette a cantare sull'entrata di casa, durante la vigilia tenendo in mano una candela.

## Il Natale dal punto di vista economico
Nelle nazioni in cui viene celebrato, il Natale è tipicamente il maggiore stimolo annuale per l'economia. Le vendite aumentano vertiginosamente in tutti i settori merceologici, con gli acquisti di regali, decorazioni e generi alimentari per i pranzi e cene natalizie, e per gli ospiti in visita. I negozi introducono nuovi prodotti a prezzi concorrenziali. La "stagione degli acquisti" si è allungata al punto che inizia non oltre la festività dell'Immacolata Concezione. Per alcuni negozi ed attività commerciali, il Natale è l'unico giorno di chiusura dell'anno. L'impatto economico del Natale continua dopo le feste, con i saldi, in cui i negozi svendono gli avanzi di magazzino.
Molte persone religiose, come anche gli anti-consumisti, lamentano una "commercializzazione" del Natale. Vedono una stagione natalizia dominata dal denaro e dal consumo, di cui fanno le spese i valori importanti della festa come la compassione, la generosità e la gentilezza.
Nel Nord America, la stagione cinematografica delle festività natalizie spesso ospita il rilascio dei film più prestigiosi, nel tentativo di catturare sia le folle di spettatori in vacanza che di posizionarsi per il Premio Oscar. Dopo l'estate, questa è la stagione più lucrosa per l'industria. I "film natalizi" normalmente non escono oltre il giorno del ringraziamento, perché hanno tematiche che non sono più così popolari dopo la fine della stagione.